# For All Tid
Albums de Dimmu Borgir
Inn I Evighetens Mørke Stormblåst
For All Tid (« Pour toujours » en français) est le premier album studio du groupe de black metal norvégien Dimmu Borgir, paru en 1994, peu après leur premier EP Inn I Evighetens Mørke.
Il est considéré comme un classique du black metal norvégien.

## Analyse

### Style
Le style est sombre et mélancolique, en partie dû à la présence de claviers, instrument important dans la musique du groupe. For All Tid possède des tempos plus lents que ses successeurs.

### Langue
Les paroles de For All Tid  sont entièrement écrites en norvégien, à l'instar de son successeur Stormblåst.

### Chant
Certains titres de l'album tels que Over Bleknede Blåner Til Dommedag contiennent des voix claires, ajoutant un côté plus mélodique. Dimmu Borgir n'en utilisera plus jusqu'à son album Spiritual Black Dimensions.

## Illustration
La pochette de l'album reprend une illustration de Camelot par Gustave Doré, réalisée à l'origine pour une édition de Les Idylles du Roi (en) du poète Alfred Tennyson.

## Réédition
For All Tid a été réédité en 1997 par leur nouveau label Nuclear Blast, et deux nouvelles chansons y ont été ajoutées (Inn I Evighetens Mørke part 1 et 2), tirés de leur EP Inn I Evighetens Mørke.

## Composition
- Shagrath : chant et batterie
- Silenoz : guitare
- Tjodalv : guitare
- Brynjard Tristan : basse
- Stian Aarstad : clavier

## Liste des morceaux
| 1.    | Det Nye Riket                                                                        | 5:05 |
| 2.    | Under Korpens Vinger                                                                 | 6:00 |
| 3.    | Over Bleknede Blåner Til Dommedag                                                    | 4:05 |
| 4.    | Stien                                                                                | 2:00 |
| 5.    | Glittertind                                                                          | 5:16 |
| 6.    | For All Tid                                                                          | 5:50 |
| 7.    | Hunnerkongens Sorgsvarte Ferd Over Steppene                                          | 3:24 |
| 8.    | Raajbørn Speiler Draugheimens Skodde                                                 | 5:00 |
| 9.    | Den Gjemte Sannhets Hersker                                                          | 6:20 |
| 10.   | Inn I Evighetens Mørke (Del I) (uniquement dans la version rééditée, parue en 1997)  | 5:26 |
| 11.   | Inn I Evighetens Mørke (Del II) (uniquement dans la version rééditée, parue en 1997) | 2:10 |
| 42:38 |                                                                                      |      |